# Klokkengieterijmuseum Heiligerlee

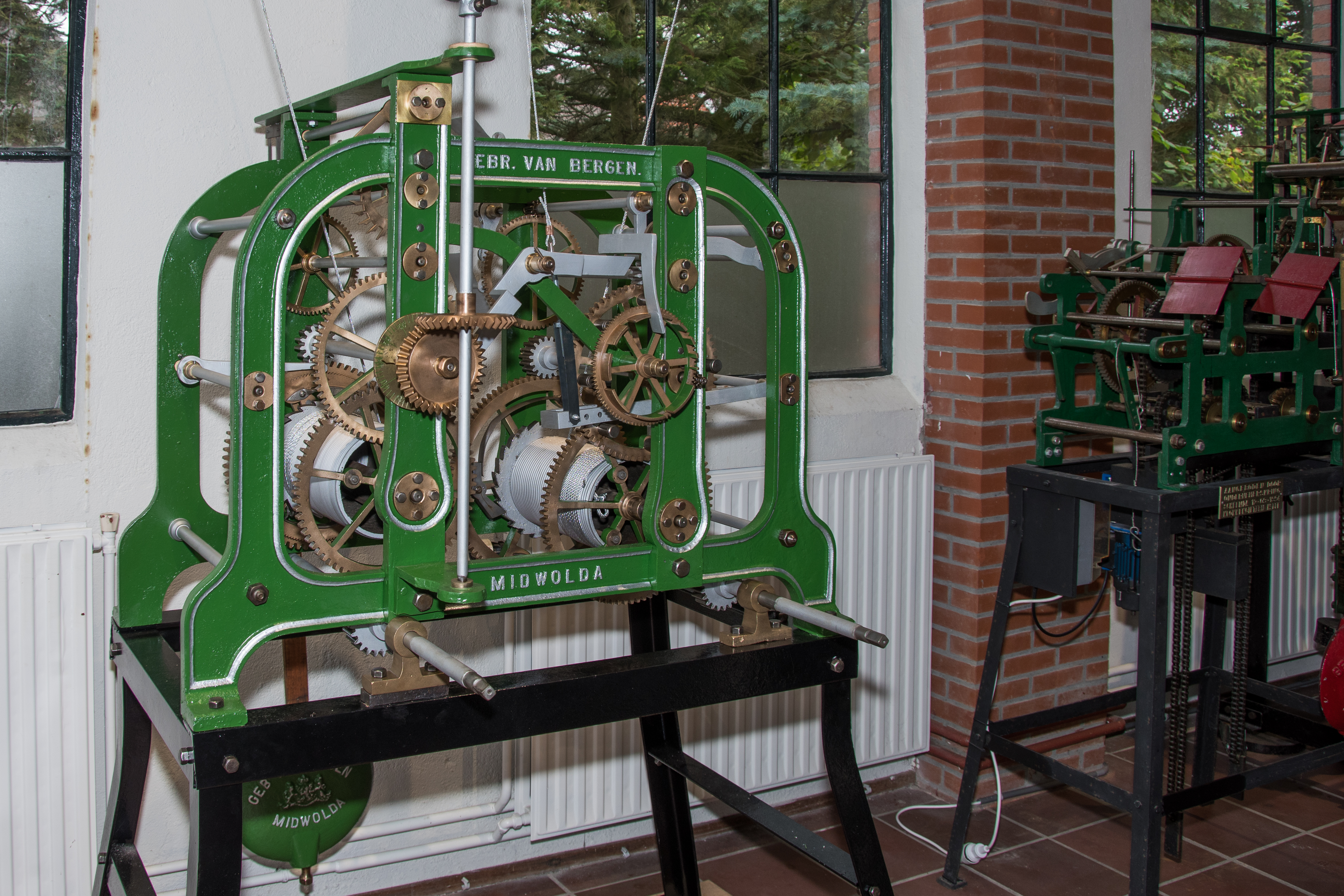
Een toren uurwerk welke ook bij Firma van Bergen gemaakt is.

Klokkengieterijmuseum Heiligerlee is een museum in het dorp Heiligerlee in de gemeente Oldambt

## Geschiedenis
In 1795 begon de familie Van Bergen met het gieten van klokken. In het voormalige fabriekspand van deze familie is nu een museum gevestigd, die dit eeuwenoude ambacht laat zien. Daarnaast heeft het museum een unieke collectie oude torenklokken en -uurwerken, waaronder de oudste klok van Groningen (dertiende eeuw) en een zeldzame Van Wou klok, die ook wel de Stradivarius van de klokkengieters wordt genoemd.

## Algemeen

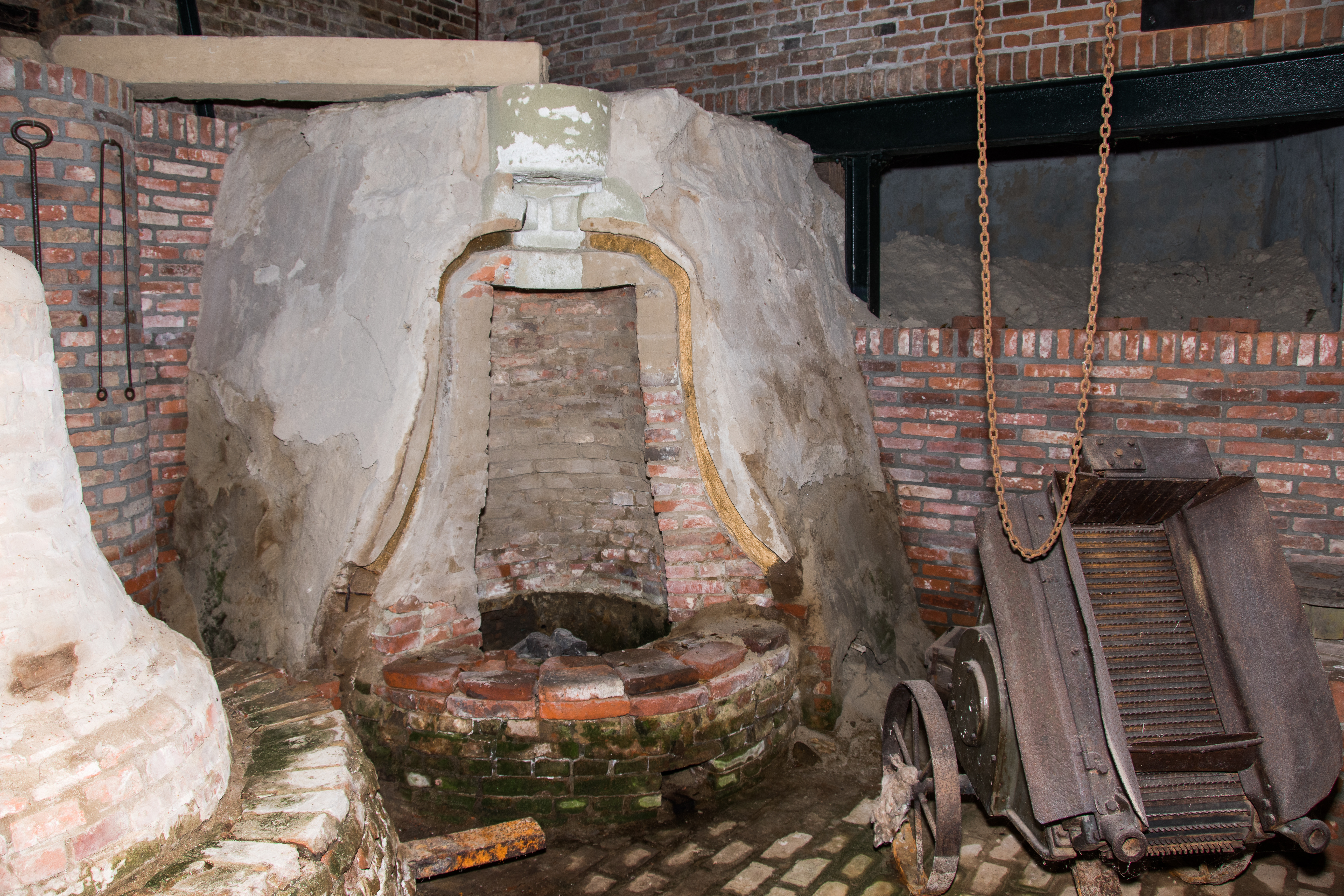
De ruimte waarin de klokken gegoten werden.

Het museum is gevestigd in de voormalige klokkengieterij van A.H. van Bergen. Deze vestiging van het bedrijf werd geopend in 1862, onder de naam St Paulinus. Er werden in het begin voornamelijk luidklokken gegoten voor met name kerktorens in heel Nederland. Eind jaren dertig ging het bedrijf zich toeleggen op het fabriceren van carillons. Om dit nieuwe product in de schijnwerpers te plaatsen, werd in 1942 een klokkentoren met een carillon aan de voorzijde van de klokkengieterij aangebouwd. Na de Tweede Wereldoorlog legde het bedrijf zich meer toe op het maken van brandspuiten. In 1980 ging het bedrijf failliet. Sinds 1987 is in het gerestaureerde bedrijfspand het Klokkengieterijmuseum gevestigd.
Het museum geeft een beeld van de wereld van klokken, carillons en torenuurwerken. In de gerestaureerde gietkuil wordt met een film en modellen getoond hoe het gietproces in zijn werk gaat. De collectie omvat verschillende oude en recentere klokken, waaronder een 15e-eeuwse klok, gegoten door Geert van Wou, die nu nog als de Stradivarius van de klokkengieters wordt beschouwd.